# Йойич, Милош
Ми́лош Йо́ич (серб. Miloš Jojić; 19 марта 1992, Стара-Пазова, СФРЮ) — сербский футболист, атакующий полузащитник испанского клуба «Кастельон».

## Карьера
Во взрослом футболе Йойич дебютировал в 2010 году выступлениями за команду «Телеоптик», в которой провел два сезона, приняв участие в 60 матчах второго дивизиона Сербии.
Милош Йойич в 2012 году стал игроком «Партизана», за который дебютировал 15 Сентября в матче чемпионата Сербии против команды «Хайдук» Кула, в этом матче он забил первый гол за новый клуб.
В январе 2014 года Милош перешёл в немецкий футбольный клуб «Боруссия» Дортмунд, подписав контракт на четыре с половиной года. 15 февраля дебютирует в матче с «Айнтрахтом» из Франкфурта, в котором спустя 17 секунд после своего выхода, первым же касанием мяча, открывает счет своим голам за «Боруссию», поставив точку в матче, который окончился со счетом 4:0 в пользу «Боруссии». Милош забил самый быстрый гол в Бундеслиге, забитый после выхода на поле. 8 апреля 2014 года Милош дебютировал в Лиге чемпионов за дортмундскую «Боруссию» против мадридского «Реала» (2:0, общий счёт 2:3), играя тогда на непривычной для себя позиции опорника. В августе 2014 году выиграл с командой Суперкубок Германии, однако весь матч с «Баварией» (2:0) провел на скамейке запасных. Всего успел сыграть за дортмундский клуб 20 матчей в бундеслиги.
5 июля 2015 года перешёл в «Кёльн» за 3 миллиона евро. Йойич сыграл 59 матчей в Бундеслиги за «Кёльн» и забил восемь голов.
10 июля 2018 года клуб объявил, что Йойич был продан в турецкий «Истанбул Башакшехир». В сезоне 2018/19 года Йойич сыграл 14 матчей за турецкий клуб во всех соревнованиях и забил один гол и отдал одну голевую передачу. В первой части сезона 2019/20 Йойич потерял свое место в команде, не появлялся ни разу, поэтому в январе 2020 года был отдан в аренду в австрийский «Вольфсберг» до конца сезона.

### Международная карьера
Йойич играл за Сборную Сербии (до 19 лет) на Чемпионате Европы среди команд до 19 лет 2011, где отметился одним забитым голом в первом матче на турнире для своей сборной против сборной Турции (до 19 лет).
Первый матч за основную сборную Сербии Милош провел 11 октября 2013 года в товарищеском матче против сборной Японии, где отметился первым голом за сборную, забив на 90-й минуте матча. Всего провел в форме главной команды страны 5 матчей, забив 1 гол.

## Достижения
«Партизан»
- Чемпион Сербии (1): 2012/13

«Боруссия» Дортмунд
- Обладатель Суперкубка Германии (1): 2014

## Статистика
По состоянию на 13 февраля 2015 года
| Клуб              | Сезон            | Лига | Лига | Кубок | Кубок | Еврокубки | Еврокубки | Всего | Всего |
| Клуб              | Сезон            | Игры | Голы | Игры  | Голы  | Игры      | Голы      | Игры  | Голы  |
| ----------------- | ---------------- | ---- | ---- | ----- | ----- | --------- | --------- | ----- | ----- |
| Партизан          | 2012/13          | 20   | 4    | 1     | 0     | 6         | 0         | 27    | 4     |
| Партизан          | 2013/14          | 15   | 6    | 3     | 0     | 5         | 1         | 23    | 7     |
| Партизан          | Всего            | 35   | 10   | 4     | 0     | 11        | 1         | 50    | 11    |
| Боруссия Дортмунд | 2013/14          | 10   | 4    | 2     | 0     | 3         | 0         | 15    | 4     |
| Боруссия Дортмунд | 2014/15          | 9    | 0    | 2     | 0     | 1         | 0         | 12    | 0     |
| Боруссия Дортмунд | Всего            | 19   | 4    | 4     | 0     | 4         | 0         | 27    | 4     |
| Всего за карьеру  | Всего за карьеру | 54   | 14   | 8     | 0     | 15        | 1         | 77    | 15    |

## Прозвище
В Сербии Йоича также называют по прозвищу Зеко или Зека («зайка»). Он получил его в детстве от бывшего соседа из Стара Пазова из-за его больших резцов и разрыва между ними; в то же время это намек на его маневренность.